# 레네 페르헤이언
레네 페르헤이언(네덜란드어: René Verheyen, 1952년 3월 20일, 안트베르펜 주 베이르서 ~)은 벨기에의 전직 축구 미드필더이다.

## 클럽 경력
현역 시절, 그는 로케런(1974-1982), 클뤼프 브뤼허(1983-1987), 그리고 헨트(1987-1988)에서 활약했다. 은퇴 후, 그는 지도자의 길을 걸으며 1999년부터 2000년까지 클뤼프 브뤼허 감독을 역임하기도 했다. 그는 현재 데인저의 감독이다.

## 국가대표팀 경력
페르헤이언은 벨기에 국가대표팀의 일원으로 유로 1980의 준우승 주역이었고, 1982년 월드컵과 유로 1984에도 참가했다.

## 수상

### 선수
로케런
- 벨기에 컵 준우승: 1980–81[2]

클뤼프 브뤼허
- 벨기에 컵: 1985–86
- 벨기에 슈퍼컵: 1986
- 마탠 브뤼주아즈: 1984[4]

### 국가대표팀
벨기에
- 유럽 선수권 대회 준우승: 1980[5]
- 벨기에 스포츠 공로상: 1980[6]

### 개인
- 벨기에 1부 리그 올해의 선수: 1976-77, 1983–84[7]